# RealD 3D

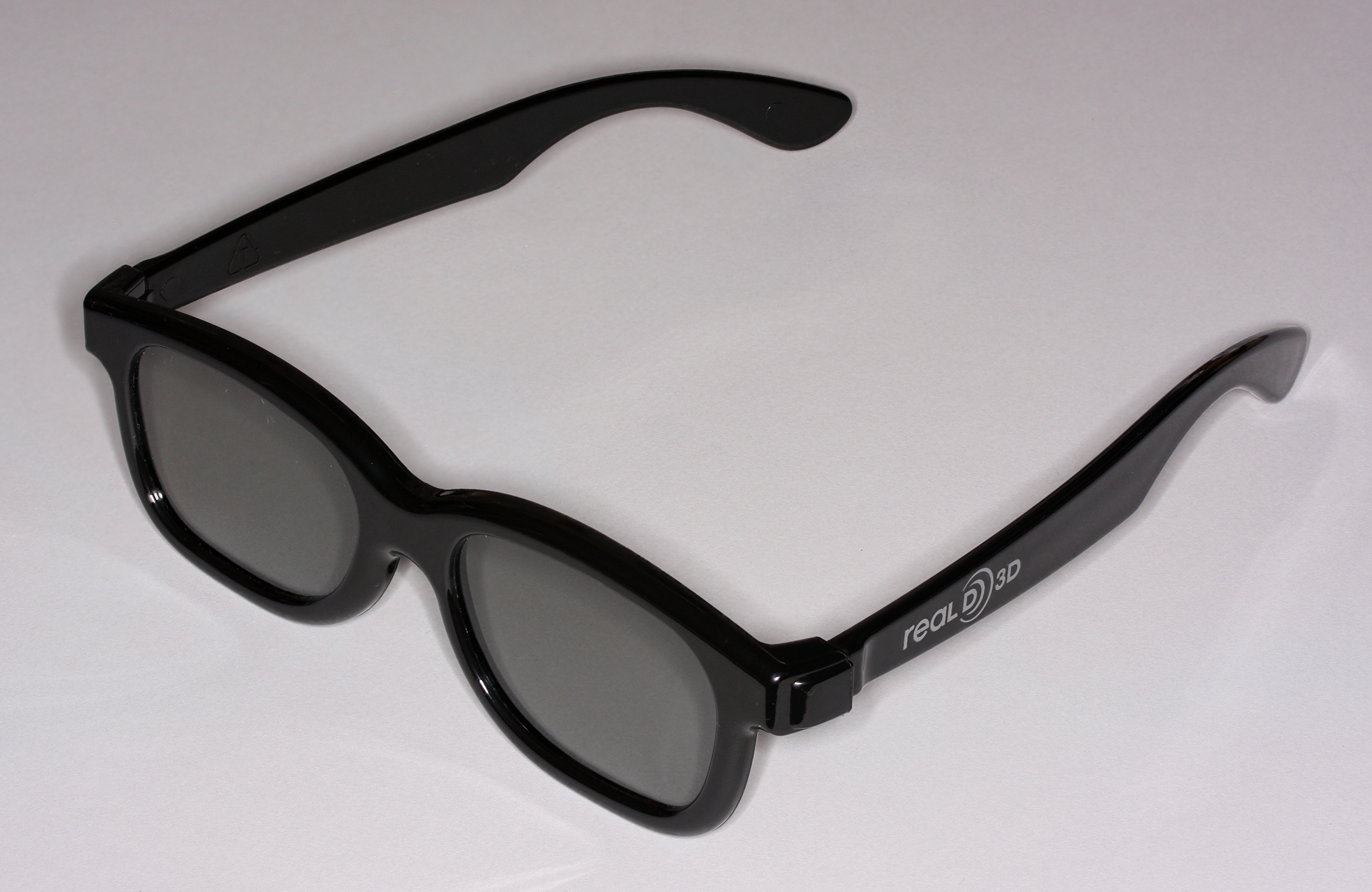
Óculos RealD.

RealD 3D é uma tecnologia digital de projeção estereoscópica desenvolvida pela empresa RealD. É atualmente a mais utilizada tecnologia para a exibição de filmes 3D em cinemas.